# RWS Directie Bruggen
De RWS Directie Bruggen was van 1936 tot 1990 een specialistische dienst van de Rijkswaterstaat. Deze dienst was opgericht voor en belast met het ontwerp, de aanleg en het onderhoud van bruggen in het autosnelwegennet in Nederland. 

## Geschiedenis van de organisatie
De groeiende populariteit van de auto aan het begin van de 20e eeuw maakte duidelijk dat het rijkswegennet, dat dateerde uit de napoleontische tijd drastisch verbetering behoefde. In het eerste Rijkswegenplan in 1927 werd de planning van de modernisering van het net van Rijkswegen voor het eerst opgeschreven. De uitbouw van het Rijkswegennet vergde specialistische kennis. Daartoe werd op 1 juli 1923 het District Wegentechniek ingesteld, een van de eerste specialistische diensten. De taak van het nieuwe district was zowel de planning en uitvoering van nieuwe projecten als de ontwikkeling van kennis op het gebied van materialen en van grote rivierkruisingen. Voor het ontwerp en de bouw van de vele rivierkruisingen werd in 1928 binnen het District Wegentechniek (in 1930 omgedoopt in Directie Wegenverbetering) een apart Bruggenbureau – de start van de latere Directie Bruggen – opgericht.
De ontwikkeling van de wegen- en bruggenbouw in de jaren dertig ging zo snel dat de organisatieaanpassingen ook snel gingen. In 1936 werd de Directie Wegenverbetering gesplitst in een Directie Bruggen en een district Nieuwe Wegen. 
De directie Bruggen is verantwoordelijk geweest voor het ontwerp en de aanleg van bijna alle grote rivierkruisingen in Nederland. Vanaf het einde van de jaren twintig kwam een zeer groot aantal in het Rijkswegenplan opgenomen rivierbruggen tot stand, onder andere de Waalbrug bij Zaltbommel (1933), de brug over de NederRijn bij Arnhem (1935) de Lekbrug bij Vianen, de Waalbrug bij Nijmegen (1936) en de Moerdijkbrug over het Hollands Diep (1936). Na de Tweede Wereldoorlog was de dienst op dezelfde wijze betrokken bij het herstel van de oorlogsschade. Tot deze periode werden de meeste grote bruggen in staal uitgevoerd. Na de Tweede Wereldoorlog werd meer en meer ook (voorgespannen) beton als bouwmateriaal gebruikt. Bij de uitbouw van het autosnelwegennet vanaf de jaren zestig van de 20e eeuw was de dienst ook verantwoordelijk voor alle kruisende viaducten. Veel innovatieve ontwerpen (zoals de Van Brienenoordbrug in Rotterdam) zijn op het conto van de dienst te schrijven.
Behalve bij het ontwerp en de bouw van bruggen werd met name de staalafdeling ook betrokken bij de bewegingswerken van de grote sluizen, stuwen en stormvloedkeringen.
Deze directie heeft tot 1990 bestaan toen door een fusie van de directie Bruggen met de directie Sluizen & Stuwen (waarin al delen van de opgeheven Deltadienst waren opgegaan) de Bouwdienst Rijkswaterstaat ontstond.